# Buh He
Buh He (chiń. 布哈河; pinyin Bùhā Hé) – rzeka w środkowych Chinach, w prowincji Qinghai, największy z dopływów jeziora Kuku-nor.
Liczy ok. 300 km długości, a powierzchnia jej dorzecza wynosi ok. 15 tys. km². Źródła znajdują się w paśmie Shule Nanshan, w górach Qilian Shan. Początkowo płynie wąskim i głębokim wąwozem, w środkowym biegu rozlewa się wieloma strugami po szerokiej dolinie i uchodzi deltą do jeziora Kuku-nor.